# Ragyiscsevói járás

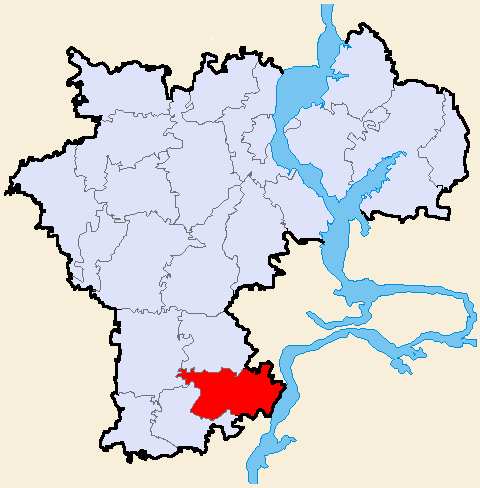
A Ragyiscsevói járás az Uljanovszki területen

A Ragyiscsevói járás (oroszul Радищевский район) Oroszország egyik járása az Uljanovszki területen. Székhelye Ragyiscsevo.

## Népesség
- 2002-ben lakosságának 79,4%-a orosz, 8,7%-a tatár, 5,5%-a mordvin, 1,4%-a csuvas.
- 2010-ben 14 284 lakosa volt, melynek 78,5%-a orosz, 10,6%-a tatár, 3,6%-a mordvin, 1,2%-a csuvas.